# Tiberioides kerleyi
Tiberioides kerleyi es una especie de coleóptero de la familia Passalidae.

## Distribución geográfica
Habita en Birmania.